# اسن بوقای اول
اسن بوقای اول - ایشان بوقا (انگلیسی: Esen Buqa I؛ تولد نامشخص – ۱۳۱۸) خان خانات جغتای (۱۳۱۰ – حدود ۱۳۱۸) بود. او پسر دووا (خان) بود.